# Le Retour de saint Luc
Pour plus de détails, voir Fiche technique et Distribution.
Le Retour de saint Luc (en russe : Возвраще́ние Свято́го Луки́) est un film policier soviétique réalisé par Anatoli Alekseïevitch Bobrovski (ru), sorti en 1970. C'est le premier volet de la trilogie de colonel Zorine, dont les deux autres sont Le Prince noir et La Version du colonel Zorine. Film inspiré de faits réels raconte l'histoire du vol du tableau de Frans Hals lors d'une exposition à Moscou en 1965. Le film est produit par la société Mosfilm. 

## Fiche technique
- Titre : Le Retour de saint Luc
- Titre original : Vozvrashchenie 'Svyatogo Luki' (Возвращение «Святого Луки»)
- Studio : Mosfilm
- Réalisation : Anatoli Alekseïevitch Bobrovski
- Scénario : Vladimir Kouznetsov, Boris Choustrov et Sergueï Derkovski
- Cameraman : Roman Vesseler
- Décors : Semion Valuchok, Saïd Menialchikov
- Compositeur : Isaak Schwarz
- Son : Vassili Kosteltsev
- Montage : Galina Spirina
- Pays d'origine : URSS
- Format : Couleurs - Mono - 70 mm
- Genre : Film policier
- Durée : 90 minutes
- Date de sortie : 1970
- Langue : russe

## Distribution
- Vsevolod Sanaev : le colonel Ivan Zorine
- Vladislav Dvorjetski : Mikhaïl Karabanov
- Oleg Bassilachvili : Youri Loskoutov
- Ekaterina Vassilieva : Polina Ratchkova
- Valeri Ryjakov : Sergueï Riazantsev dit Tchervonets
- Natalia Rytchagova : Zoïa Mikhaïlovna, compagne de Riazantsev
- Vladimir Smirnov : le capitaine Ievlev
- Valeri Beliakov : Alexeï Koulikov
- Paul Boutkevitch : Keit
- Raïssa Kourkina : la guide du musée
- Dmitri Massanov : Karavachkine
- Nikolaï Parfionov : Matveï Zakharovitch, le plombier